# 博洛戈耶
57°52′N 34°03′E / 57.867°N 34.050°E
博洛戈耶，是俄羅斯特維爾州的一個城市，位於該州的北部、連接莫斯科和聖彼得堡的鐵路上。2002年人口26,612人。
1495年首見於文獻。1926年設市。